# Yokohama Rubber Company

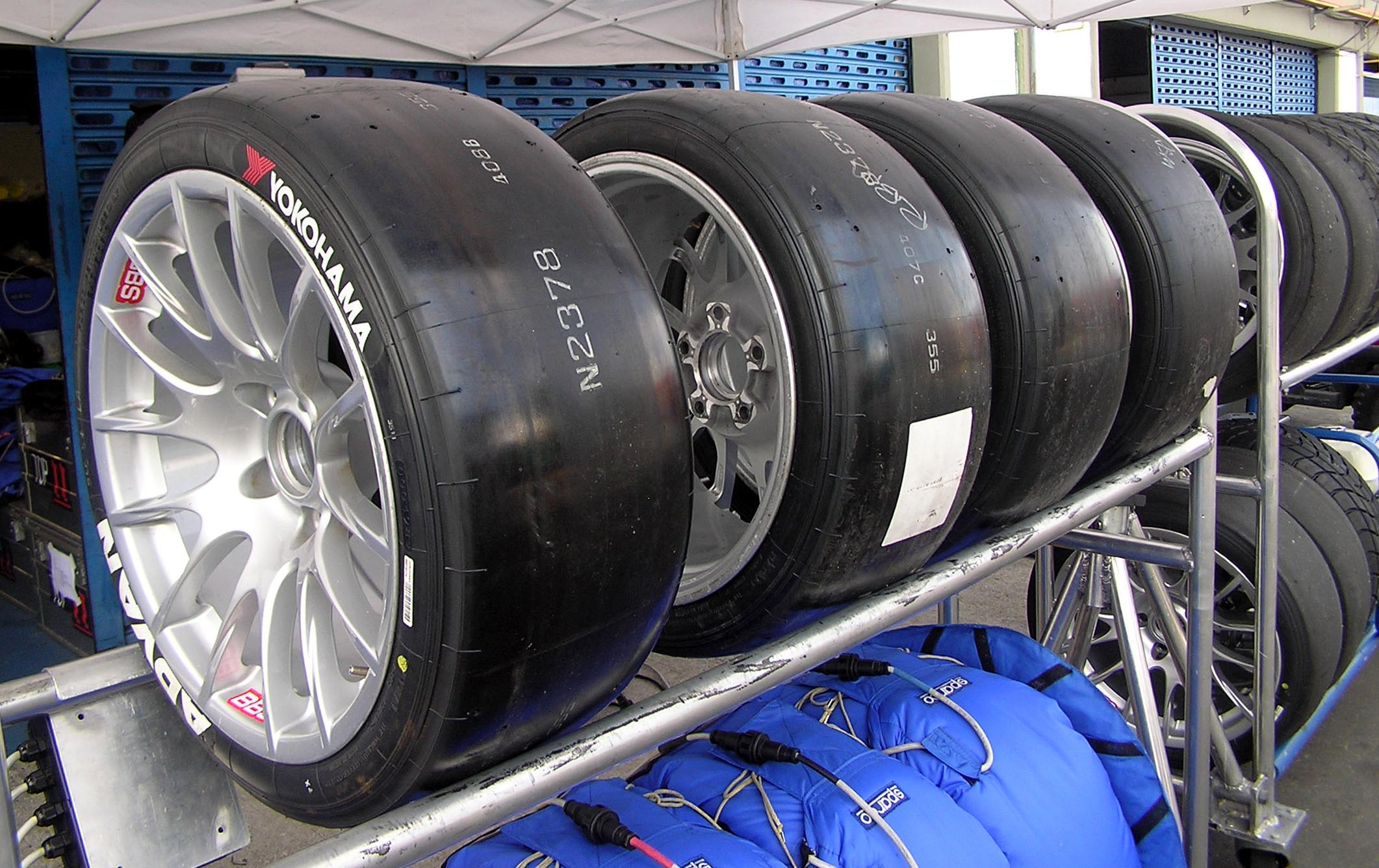
Neumáticos de competición Yokohama.

Yokohama Rubber Company, Limited (横浜ゴム株式会社, Yokohama Gomu Kabushiki-gaisha) (TYO: 5101) es una marca de neumáticos con sede en Tokio, Japón. La compañía fue fundada en 1917 en una unión entre Yokohama Cable Manufacturing y B.F. Goodrich. En 1969 la compañía se expandió a los Estados Unidos como Yokohama Tire Corporation. En 2009 se establece la subsidiaria de Yokohama en España y Portugal como Yokohama Iberia.
Yokohama realiza frecuentemente acciones sociales como parte de su compromiso en responsabilidad social corporativa. Actualmente impulsa los siguientes proyectos:
-	Desarrollo de la familia de producto BluEarth: cuyo fin es la fabricación de neumáticos respetuosos con el medio ambiente.
-	Proyecto Cero Emisiones: basado en la reducción de emisiones nocivas en todas sus fábricas.
-	Proyecto Forever Forest: un proyecto cuyo objetivo es plantar medio millón de árboles en 10 años en 17 localizaciones del mundo.

## Espónsor y competición
En los EE. UU. Yokohama Tire Corporation participa en la American Le Mans Series.
Yokohama es el proveedor oficial de neumáticos del Campeonato Mundial de Turismos.
Actualmente patrocina a los equipos de fútbol Chelsea Football Club y el Campeonato Mundiales de Futsal Copa Yokohama 2016 y de la NBA Boston Celtics y San Antonio Spurs.
Yokohama es proveedor oficial de neumáticos en:
-	FIA World Touring Car Championchip (WTCC) – desde 2006.
-	European Touring Car Cup (ETCC) – desde 2005.
-	Intercontinental Rally Challenge (IRC) – desde 2007.
-	Scandinavian Touring Car Championship (STCC) – desde 2010.
-	Russian Touring Car Championship (RTCC) – desde 2006.
-	Chinese Touring Car Championship (CTCC) –desde 2010.
-	Irish touring Car Championship (ITCC) – desde 2012.
-	International Formula 3 Grand Prix Macau – desde 1983.
-	ATS German Fórmula 3 – hasta 2005 y desde 2007.
-	FIA Formula 2 Championship – en 2012.
-	Japanese Formula 3 – desde 2011.
-	ADAC GT Masters – desde 2012.